# Prezydenci Sosnowca
Prezydenci Sosnowca i Przewodniczący Prezydium Miejskiej Rady Narodowej w Sosnowcu (1950-1973)
| Data rozpoczęcia urzędowania | Data złożenia urzędu | Imię i nazwisko        | Uwagi                         |
| ---------------------------- | -------------------- | ---------------------- | ----------------------------- |
| 24 stycznia 1903             | 30 stycznia 1908     | Aleksander Sofronow    | Rosjanin                      |
| 1 stycznia 1908              | 13 kwietnia 1909     | Edmund Kozłowski       |                               |
| 13 kwietnia 1909             | 15 marca 1913        | Mieczysław Lupiński    |                               |
| 15 marca 1913                | 22 lipca 1915        | Władysław Mrówczyński  |                               |
| 22 lipca 1915                | 6 października 1915  | Emil Stolle            | Niemiec, nadburmistrz         |
| 6 października 1915          | 1 października 1917  | Franz Eduard J. Künzer | Niemiec, nadburmistrz         |
| 1 października 1917          | 11 listopada 1918    | Ernst Schröder         | Niemiec, nadburmistrz         |
| 11 listopada 1918            | 11 stycznia 1919     | Władysław Mrówczyński  | ponownie, tylko burmistrz     |
| 11 stycznia 1919             | 1 września 1920      | Czesław Jankowski      | tylko burmistrz               |
| 1 września 1920              | 1 stycznia 1923      | Teodor Niernsee        |                               |
| 1 lutego 1923                | 10 kwietnia 1923     | Felicjan Wieczorek     |                               |
| 20 kwietnia 1923             | 2 lipca 1923         | Feliks Siluszek        | pełniący obowiązki prezydenta |
| 2 lipca 1923                 | 2 maja 1925          | Artur Michael          |                               |
| 2 maja 1925                  | 7 stycznia 1928      | Aleksy Bień            |                               |
| 7 stycznia 1928              | 10 października 1928 | Józef Marczyński       |                               |
| 10 października 1928         | 13 stycznia 1930     | Kazimierz Jarża        | pełniący obowiązki prezydenta |
| 14 stycznia 1930             | 29 września 1930     | Aleksander Willner     |                               |
| 30 września 1930             | 24 lipca 1933        | Wincenty Kuźniak       | prezydent komisaryczny        |
| 24 lipca 1933                | 29 grudnia 1934      | Hugon Almstaedt        | prezydent komisaryczny        |
| 29 grudnia 1934              | 1 września 1939      | Józef Kaczkowski       |                               |
| 1 września 1939              | 4 września 1939      | Antoni Barański        | pełniący obowiązki prezydenta |
| 4 września 1939              | 12 września 1939     | Ludwig Dutlik          | Niemiec, tymczasowy burmistrz |
| 12 września 1939             | ?                    | Ludwig Schneider       | Niemiec, nadburmistrz         |
| ?                            | 25 stycznia 1945     | Josef Schönwälder      | Niemiec, nadburmistrz         |
| 28 stycznia 1945             | 9 marca 1945         | Edward Pasek           |                               |
| 10 marca 1945                | 31 maja 1949         | Walenty Paterek        |                               |
| 1 sierpnia 1949              | 17 listopada 1954    | Paweł Łanucha          |                               |
| 17 listopada 1954            | 7 sierpnia 1957      | Władysław Nowak        |                               |
| 7 sierpnia 1957              | 14 kwietnia 1969     | Stefan Skrzydło        |                               |
| 14 kwietnia 1969             | 8 listopada 1972     | Krzysztof Nowak        |                               |
| 8 listopada 1972             | 22 lipca 1977        | Zdzisław Fiuk          |                               |
| 15 sierpnia 1977             | 15 listopada 1978    | Tadeusz Dymek          |                               |
| 15 listopada 1978            | 7 grudnia 1979       | Tadeusz Wnuk           |                               |
| 7 grudnia 1979               | 28 lutego 1982       | Edward Włodarczyk      |                               |
| 1 marca 1982                 | 31 grudnia 1988      | Bolesław Jurkowski     |                               |
| 1 stycznia 1989              | 7 czerwca 1990       | Józef Lupa             |                               |
| 7 czerwca 1990               | 7 listopada 1991     | Piotr Juda             |                               |
| 7 listopada 1991             | 1 lipca 1994         | Zdzisław Kleszcz       |                               |
| 1 lipca 1994                 | 19 listopada 2002    | Michał Czarski         |                               |
| 19 listopada 2002            | 5 grudnia 2014       | Kazimierz Górski       | reelekcja w 2006 i 2010 r.    |
| 5 grudnia 2014               |                      | Arkadiusz Chęciński    | reelekcja w 2018 i 2024 r.    |